# Jack Kross
Jacques Ruben Constantijn (Jack) Kross is een Surinaams politicus en diplomaat.

## Biografie
Hij is afgestudeerd in de rechtswetenschappen aan de Anton de Kom Universiteit van Suriname. Tijdens het eerste kabinet-Venetiaan volgde hij in 1993 zijn SPA-partijgenoot Reynold Simons op als minister van Arbeid. Na de verkiezingen van 1996 verdween SPA uit de regering waarmee een einde kwam aan zijn ministerschap.
Rond 2000 werd Jack Kross directeur Justitie & Politie bij het ministerie van Justitie en Politie waar SPA-leider Siegfried Gilds toen minister was.
In januari 2007 werd hij beëdigd tot ambassadeur van Suriname in Washington als opvolger van zijn partijgenoot Henk Illes. Kross is naast ambassadeur voor de Verenigde Staten ook ambassadeur voor Canada en de Organisatie van Amerikaanse Staten (OAS). Voor de Verenigde Naties is echter Henry Mac Donald de Surinaamse ambassadeur.